# Jean-Paul Escale
Pour les articles homonymes, voir Escale (homonymie).
Jean-Paul Escale,  né le 6 mars 1938 à Barbazan-Debat (Hautes-Pyrénées) est un footballeur français. Ce joueur était le gardien de l’Olympique de Marseille durant les  années soixante.

## Biographie
Originaire des Hautes-Pyrénées, Jean-Paul Escale arrive à Marseille à l’âge de 7 ans. Il est le gardien titulaire de l’OM pendant huit années consécutives, de 1963 à 1971. 
Il reste durant 42 ans le recordman, parmi les gardiens, du nombre de matchs joués avec l'Olympique de Marseille, avec un total de 332 rencontres disputées. Ce record est battu par Steve Mandanda en décembre 2013.
Il est considéré comme l’un des meilleurs gardiens français à cette époque[réf. nécessaire], mais n'est pas international car la concurrence est rude avec Georges Carnus ou Marcel Aubour. Il remplace ce dernier à Rennes, en 1972, après un passage à Ajaccio, avant de finir sa carrière professionnelle à Valenciennes.
Il continue de jouer en amateur jusqu’à l’âge de 48 ans.

## Carrière de joueur
- 1960-1971 :  Olympique de Marseille
- 1971-1972 :  AC Ajaccio
- 1972-1974 :  Stade rennais
- 1974-1976 :  US Valenciennes Anzin
- 1976-1978 :  AS Mazargues[2]

## Palmarès
- Champion de France en 1971 avec l’Olympique de Marseille
- Vice-Champion de France en 1970 avec l’Olympique de Marseille
- Vainqueur de la Coupe de France de France en 1969 avec l'Olympique de Marseille
- Vice-Champion de France de D2 en 1966 avec l’Olympique de Marseille et en 1975 avec US Valenciennes Anzin